# Esaias Tewolde-Berhan
Esaias Tewolde-Berhan, född 12 september 1943 utanför Asmara, Eritrea, död 27 november 2016 i Stockholm, var en svensk operasångare (tenor). 

## Biografi
Esaias Tewolde-Berhan föddes i Eritrea 1943 utanför Asmara. Vid fem års ålder flyttade han till Asella i Etiopien, där han växte upp på en svensk missionsstation  driven av Bibeltrogna Vänner och Gunnar Agge. 1963 kom Tewolde-Berhan, blott 19 år gammal, till Örkelljunga på ett stipendium från missionsstationen. På tre månader lärde han sig svenska språket och efter två år blev han nyutexaminerad kantor vid kyrkomusikerlinjen vid Stora Sköndal i Farsta. Han studerade vid Kungliga Musikhögskolan 1968–1971 och Statens musikdramatiska skola 1974–1976. 
Tewolde-Berhan anställdes vid Stora Teatern i Göteborg och gjorde debut som Nemorino i Kärleksdrycken. Där sjöng han även Remendado i Carmen, Alfredo i La Traviata, Tamino i Trollflöjten, Orfeus i Orfeus och Eurydike och Camille de Rosillon i Glada änkan. Den senare rollen gjorde han även på Oscarsteatern i Stockholm 1984. Våren 1986 debuterade han på Kungliga Teatern som Don José i Carmen. Året därpå blev han fast anställd på Stockholmsoperan och hade roller i Madame Butterfly, där han gjorde Pinkerton, Così fan tutte, där han gjorde Ferrando, och vidare titelrollen Faust, Leicester i Maria Stuarda och Hoffmann i Hoffmanns äventyr.
Han medverkade även i operetten Animalen av Lars Johan Werle på Stora Teatern och Oscarsteatern.
Tewolde-Berhan var gift och fick två barn födda 1974 respektive 1978.

## Teater

### Roller (ej komplett)
| År   | Roll | Produktion                                                       | Regi                           | Teater        |
| ---- | ---- | ---------------------------------------------------------------- | ------------------------------ | ------------- |
| 1986 |      | Mannen från La Mancha Mitch Leigh, Dale Wasserman och Joe Darion | Folke Abenius och Mary Bettini | Oscarsteatern |